# Савичев Михайло Дмитрович
Савичев Михайло Дмитрович (рос. Савичев Михаил Дмитриевич; 1967, Жлобин) — білоруський боксер, призер чемпіонату Європи. Майстер спорту міжнародного класу.

## Спортивна кар'єра
1988 року Михайло Савичев став срібним призером чемпіонату СРСР.
Після розпаду СРСР на чемпіонаті світу 1993 був одним з чотирьох боксерів, що вперше на змаганнях з боксу захищали кольори незалежної Білорусі. На цьому турнірі Савичев переміг в першому бою, а в другому програв українцю Сергію Городнічову — 7-9.
На чемпіонаті Європи 1993 став бронзовим призером, здобувши дві перемоги і програвши в півфіналі Кенану Онер (Туреччина) — RSCI 3.
Неодноразово ставав чемпіоном Республіки Білорусь. Після завершення виступів перейшов на тренерську роботу.